# Liechtenstein en los Juegos Paralímpicos de Atenas 2004
Liechtenstein estuvo representado en los Juegos Paralímpicos de Atenas 2004 por un deportista masculino. El equipo paralímpico liechtensteiniano no obtuvo ninguna medalla en estos Juegos.